# Edmundo Méndez
Edmundo Méndez (Quito, 5 dicembre 1968) è un ex calciatore ecuadoriano, di ruolo difensore.
Ha totalizzato 11 presenze con la nazionale ecuadoriana, con la quale ha partecipato alla Coppa America 1997.